# مونيكا
ولدت القديسة مونيكا  في مدينة طاغاست (سوق أهراس)، في نوميديا (الجزائر) سنة 332 بعد الميلاد، ونتيجة لرعاية أبويها المسيحيين، نشأت القديسة تقية طاهرة، تحت رقابة صارمة لخادمة عجوز.
ومنذ صغرها كانت تحب الذهاب إلى الكنيسة للصلاة، كما كانت تحب الوحدة والتأمل، حتى أنها كانت تقوم من الليل لتلاوة صلواتها، وكانت تفتح قلبها للفقراء وللمرضى، وكانت تزورهم وتعالجهم وتجلب لهم ما تبقى من طعام عائلتها، حتى أنها كانت تغسل أرجل المرضى والمسافرين وكانت مثالا عن التواضع والرقة والسلام.
تزوجت القديسة في سن 22 سنة أي حوالي 354 بعد الميلاد بباتريس وأنجبت طفلا أسمته أوغسطينوس ليصبح بعدها من أهم قديسي المسيحية الغربية.
وانتقلت مع ابنها إلى روما إيطاليا وهناك مرضت وماتت في مدينة أسطيا سنة 388 عن سن يناهز السادسة والخمسين.
نقل جثمان القديسة إلى كنيسة القديس أوغسطينوس بروما سنة 1430 للميلاد.
اختيرت القديسة كعميدة للقديسات المسيحيات.

## معرض صور

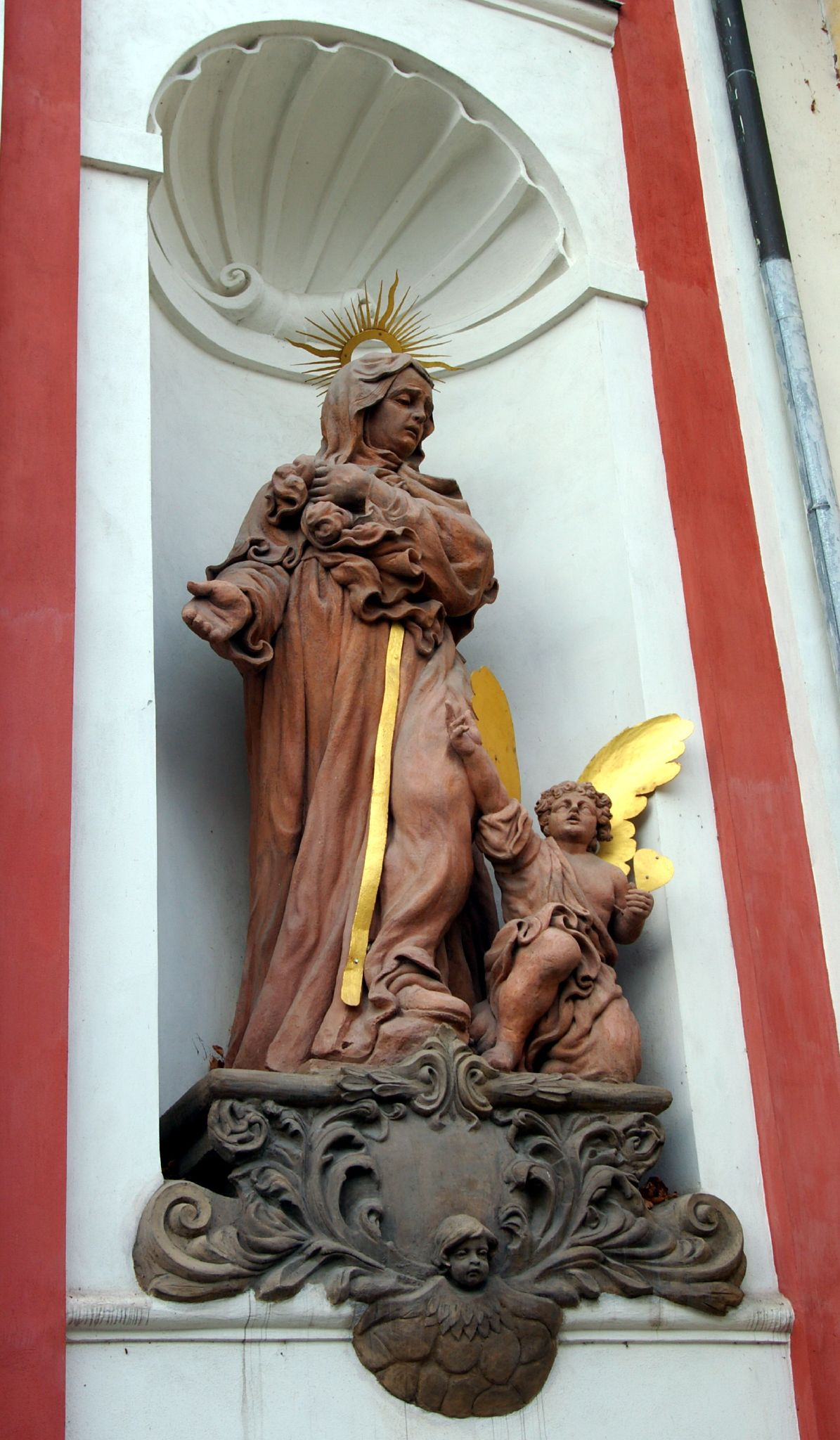
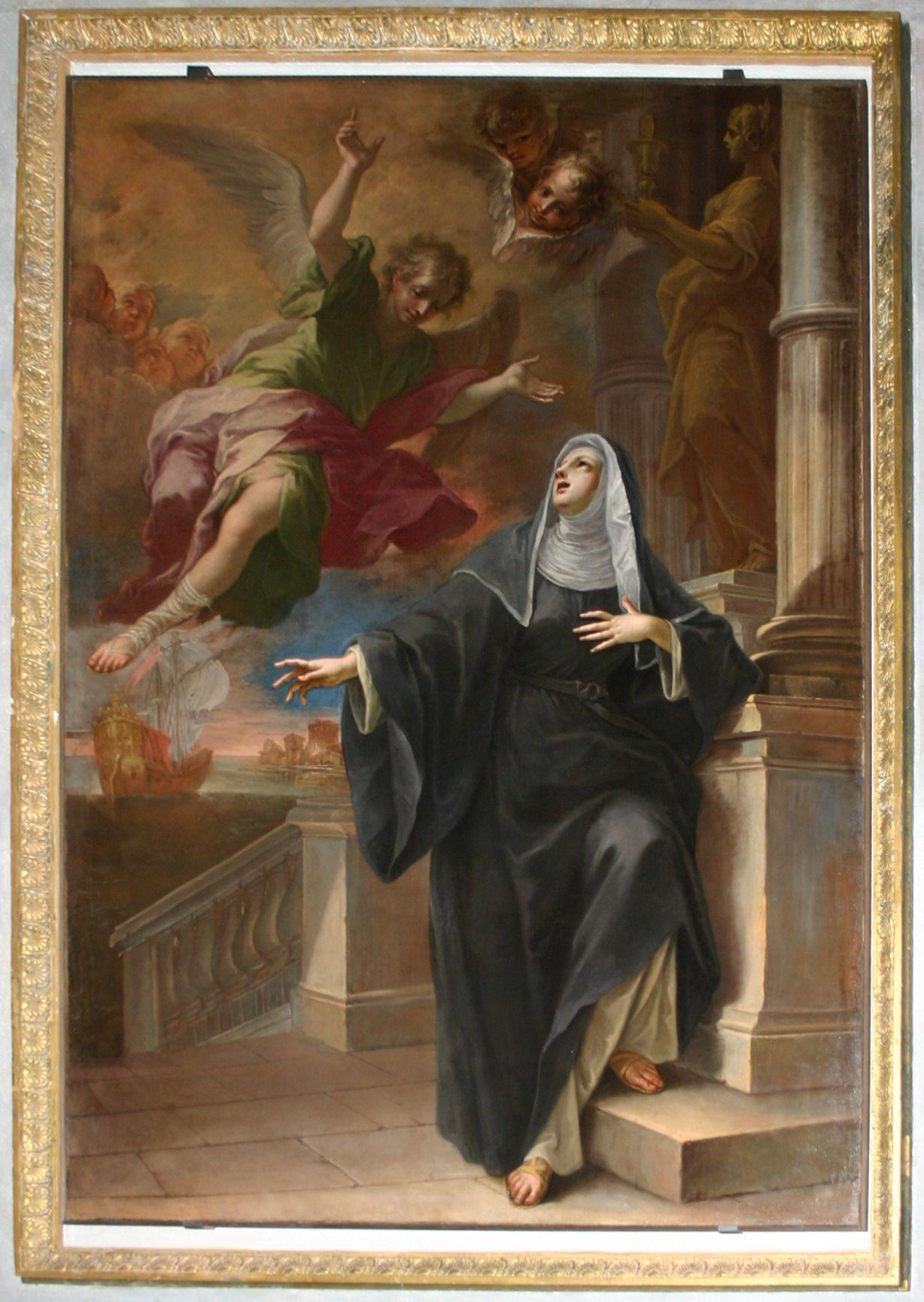
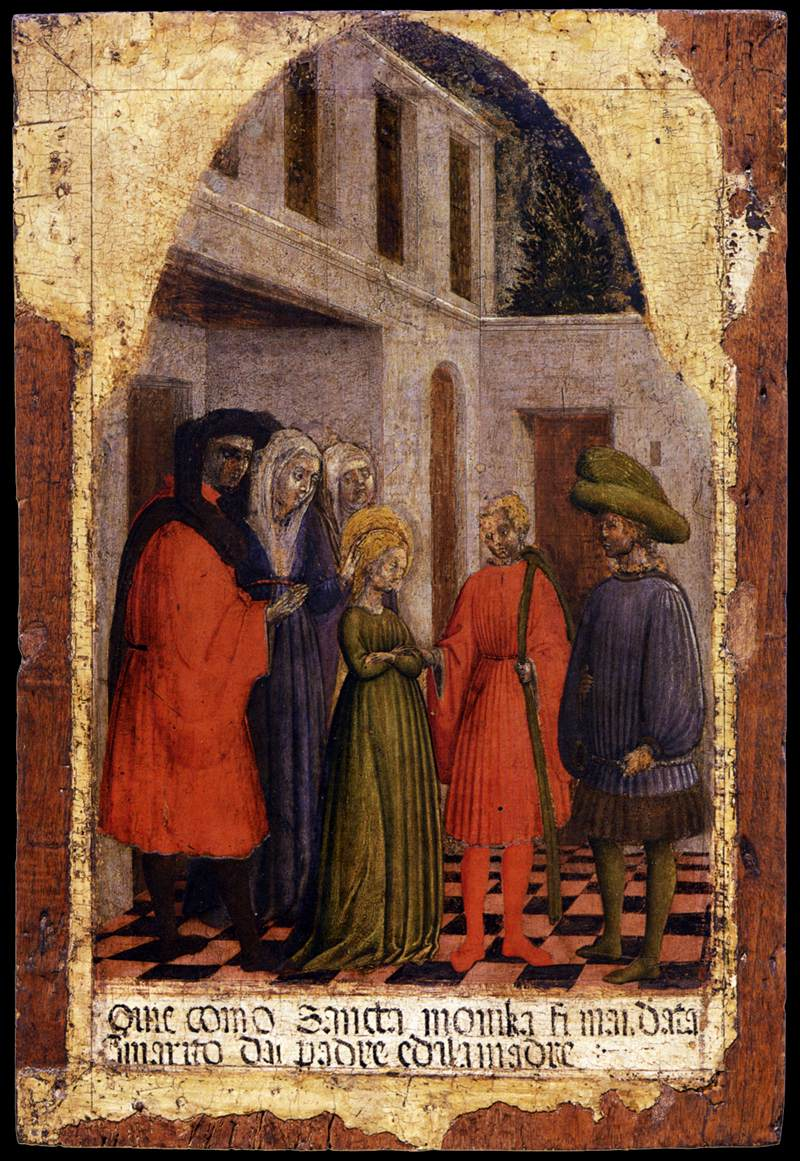
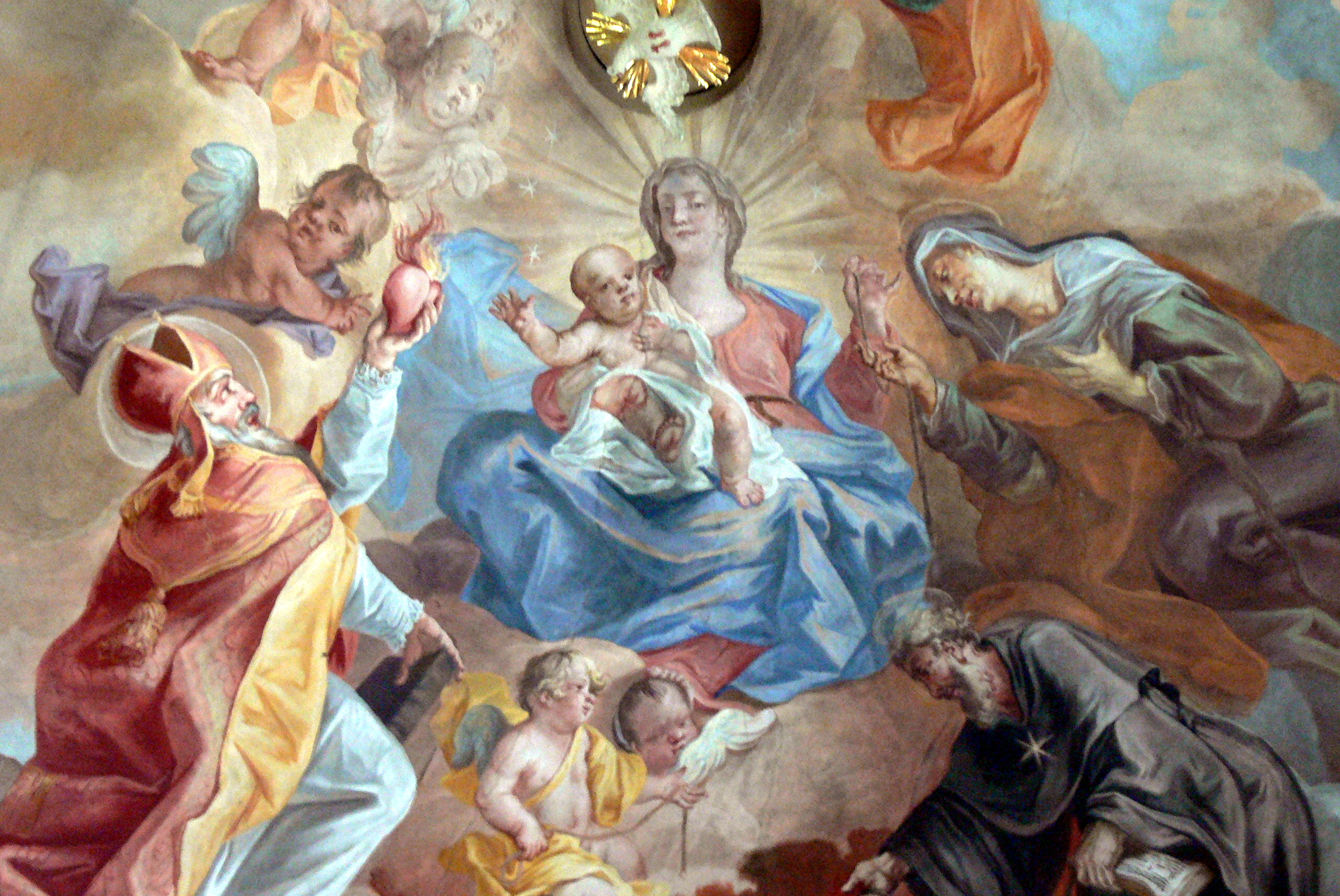